# 안나푸르나 교사 실종 사고
안나푸르나 교사 실종 사고는 2020년 1월 네팔 안나푸르나산에서 트래킹을 하던 대한민국 출신의 학교 교사 4명과 현지 네팔인 가이드 셰르파 2명이 눈사태로 실종된 사건이다.

## 개요
2020년 1월 17일, 충남교육청 해외교육봉사단 3팀 소속 교사 11명이 네팔 현지시간으로 오전 10시 30분에서 11시 사이 트래킹을 하던 중 눈사태가 발생했다. 둘로 나누어 트래킹을 하고 있었는데, 앞서가던 교사 4명과 네팔 현지인 가이드 2명이 눈사태에 실종되고, 6 m 뒤에 따라가던 교사 3명과 셰르파 1명은 무사했다. 
교사 2명은 고산병 때문에 데우랄리 로지(현지 대피소)에 머물러서 하산하지 않고 있었다.
데우랄리 로지에 밤새도록 눈이 너무 많이 와서 더 이상 ABC 캠프(안나푸르나 베이스캠프)로 올라가는 것은 무리라고 판단해 회의 끝에 하산을 결정하고는, 9명이 하산 중이었다.
트래킹을 하던 장소는 안나푸르나 베이스 캠프 트래킹 코스 중 해발 3230 m 데우랄리 지역이었다.
사고 장소는 해발 2920 m 지점인 히말라야 롯지(대피소) 아래 부근으로 알려졌다. 6 m 뒤에 따라가던 교사 3명과 셰르파 1명은 사고를 목격한 뒤 하산을 포기하고 대피소인 히말라야 롯지로 돌아갔다.
9명의 교사와 현지 셰르파 등은 이날 오전 해발 2630m 지점인 시누아 숙소를 출발, 3200m 지점의 데우랄리 지역으로 등반 중이었다. 최종 목표지점은 해발 4130m 지점인 ABC였다. 현지 여행사의 셰르파 등에 따르면 이들은 2920m 지점인 히말라야 롯지를 지난 뒤 급격한 기상악화로 귀환을 결정했다고 한다.
1월 13일부터 25일까지, 충남지역 10개 학교 교사 11명이 네팔 현지에서 교육 봉사활동을 진행할 예정이었다. 충남교육청은 실종된 4명이 이모(56·남), 최모(37·여), 김모(52·여), 정모(59·남) 교사라고 밝혔다.
충남교육청 해외교육봉사단 2팀 관계자는 사고가 난 트래킹 코스가 "초등학생 2, 3학년 학생들도 평범하게 지나 다니는 길이었기 때문에 대형 사고가 일어나리라곤 생각 못했다"고 말했다. 사고를 당하지 않은 2팀 교사 14명이 19일 오전 5시 30분쯤 인천국제공항을 통해 조기 귀국했다.
충남교육청 해외교육봉사단은 모두 3개조로 구성되어, 1조(14명)는 7일부터 22일, 2조(14명)는 6일부터 17일까지 봉사활동을 할 계획이었다. 봉사활동은 2012년부터 시작했으며 현지에서 학교를 지어주고 학용품과 의류를 전달하는 등의 봉사를 진행해왔다. 각 지역의 학교를 돌며 예체능 놀이와 우리나라 전통 전래놀이, 수업 놀이, 환경미화도 지원했다.
현재까지 네팔인 가이드 시신 2구와 교사 시신 3구가 발견되었다.

## 실종자 수색
안나푸르나에는 폭설이 내려 얼어버리면, 눈이 녹는데 보통 3-4개월 걸린다. 전문가와 현지 주민에 따르면 눈이 많이 쌓인 지역은 햇볕이 매일 잘 든다 해도 눈이 녹는데 한 달 또는 그 이상이 걸린다고 한다.